# John Richardson (naturalista)

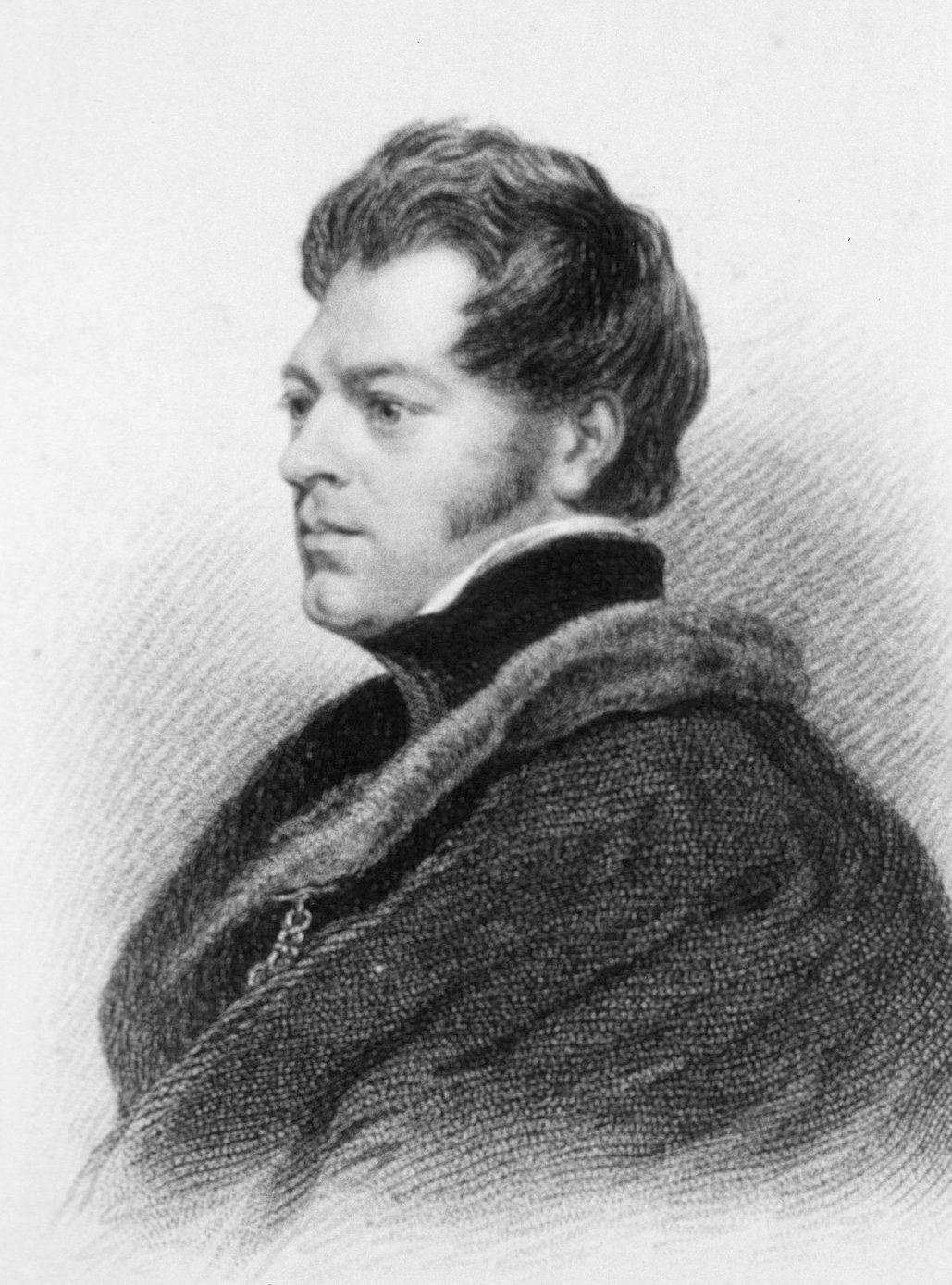
John Richardson

Sir John Richardson (Dumfries, 5 novembre 1787 – Lake District, 5 giugno 1865) è stato un chirurgo scozzese della Royal Navy, un naturalista ed un esploratore artico.

## Biografia
Richardson nacque a Dumfries. Studiò medicina presso l'Università di Edimburgo, diventando chirurgo della Royal Navy nel 1807. Viaggiò con John Franklin alla ricerca del passaggio a nord-ovest nella spedizione del Coppermine del 1819-1822. Richardson scrisse di geologia, botanica ed ittiologia per il resoconto ufficiale della spedizione.
Franklin e Richardson tornarono in Canada nel 1825, addentrandosi nell'entroterra sulle vie di commercio delle pelli, fino alla foce del fiume Mackenzie. Franklin si mosse il più possibile verso ovest, mentre Richardson si diresse ad est fino alla foce del Coppermine. Si trattava dei soli punti conosciuti sulla parte centrale della costa, e furono raggiunti rispettivamente nel 1793 e 1771. Aveva con sé due speciali barche più adatte all'oceano rispetto alle canoe utilizzate da Franklin durante la precedente spedizione. Diedero il loro nome allo stretto Dolphin e Union verso la fine del viaggio. La spedizione fu un successo, e raggiunse l'estremo orientale lo stesso giorno che Franklin raggiunse l'estremo occidentale (16 agosto 1826). Abbandonò le barche presso le Bloody Falls, viaggiando via terra fino a Fort Franklin, che fu raggiunto tre settimane prima di Franklin. Complessivamente avevano visitata 2400 km di costa precedentemente inesplorata. Le scoperte in ambito di storia naturale fatte durante questa spedizione furono tanto importanti da essere riportate in due diverse opere, la Flora Boreali-Americana (1833–40) di William Jackson Hooker, e la Fauna Boreali-Americana (1829–37) dello stesso Richardson, di William Swainson, di John Edward Gray e di William Kirby.
Ad un incontro della Associazione britannica per l'avanzamento della scienza nel 1842, Richardson descrisse la sua tuta da palombaro e le cure portate al sommozzatore Roderick Cameron in seguito ad un incidente avvenuto il 14 ottobre 1841, durante il salvataggio della HMS Royal George.
Richardson fu nominato cavaliere nel 1846. Viaggiò con John Rae nella fallimentare ricerca di Franklin nel 1848–49, raccontandola nell'opera An Arctic Searching Expedition (1851). Si ritirò presso Lake District nel 1855, e fu sepolto nella chiesa di Sant'Osvaldo (St Oswald's Church) di Grasmere.
Scrisse altre opere di storia naturale, soprattutto di ittiologia, legate ad altri viaggi artici, e fu l'autore di Icones Piscium (1843), Catalogue of Apodal Fish in the British Museum (1856), la seconda edizione dell'History of British Fishes di William Yarrell (1860), The Polar Regions (1861) e Arctic Ordeal: The Journal of John Richardson edito da C. Stuart Houston (1984). La National Marine Biological Library della Marine Biological Association conserva alcune illustrazioni originali usate da Richardson per la preparazione della seconda edizione del libro di Yarrell.